# Marc Bartra
Marc Bartra Aregall (ur. 15 stycznia 1991 w Sant Jaume dels Domenys) – hiszpański piłkarz, występujący na pozycji obrońcy w hiszpańskim klubie Real Betis. W latach 2013–2018 reprezentant Hiszpanii.

## Kariera klubowa
Bartra urodził się w Katalonii, w Sant Jaume dels Domenys w prowincji Tarragona. W wieku 10 lat dołączył do szkółki RCD Espanyol. Po roku 2002 trafił do La Masii. Rok po roku wspinał się po młodzieżowych kategoriach zespołu FC Barcelona. Jego kariera nabrała rozpędu, gdy w sezonie 2008/2009 grał w Juvenil A, czyli w najwyższej kategorii wiekowej juniorów. Tam zyskał uznanie trenerów. Od sezonu 2009/2010 zaczął być powoli włączany do rezerw klubu – FC Barcelony B.
14 lutego 2010 doczekał się debiutu u Pepa Guardioli w ligowym meczu przeciwko Atlético Madryt na Estadio Vicente Calderón – zastąpił Jeffrena na końcowe 30 minut meczu. Kolejne dwa sezony spędził w drużynie rezerw będąc jej pierwszoplanową postacią. Co jakiś czas włączany był do pierwszej drużyny, a jej pełnoprawnym członkiem stał się w sezonie 2012/2013. 23 października 2012 wystąpił w meczu Ligi Mistrzów przeciwko Celticowi Glasgow na Camp Nou. Rozegrał pełne 90 minut. Bartra zagrał również 2 i 10 kwietnia z PSG. 16 listopada 2013 zadebiutował w reprezentacji Hiszpanii w meczu przeciwko Gwinei Równikowej. Od 1 lipca 2016 do 29 stycznia 2018 r. był zawodnikiem Borussii Dortmund. 11 kwietnia 2017 został zraniony wskutek wybuchu bomby na trasie przejazdu autokaru przed meczem ćwierćfinałowym ligi mistrzów z AS Monaco. 30 stycznia 2018 piłkarz dołączył do Realu Betis. Koszt transferu wyniósł 10,5 mln euro.

## Sukcesy

### FC Barcelona
- Liga Mistrzów UEFA: 2010/2011, 2014/2015
- Superpuchar Europy UEFA: 2011, 2015
- Klubowe mistrzostwo świata: 2011, 2015
- Mistrzostwo Hiszpanii: 2010/2011, 2012/2013, 2014/2015, 2015/2016
- Puchar Króla: 2011/2012, 2014/2015, 2015/2016
- Superpuchar Hiszpanii: 2010, 2011, 2013

### Borussia Dortmund
- Puchar Niemiec: 2016/2017

### Real Betis
- Puchar Króla: 2021/2022

### Reprezentacyjne
- Mistrzostwo Europy U-21: 2013